# Grew Up a Screw Up
Grew Up a Screw Up — сингл Ludacris из альбома Release Therapy. Записанный вместе с Young Jeezy.

## Информация о песне
«Grew Up a Screw Up» является одним из синглов из альбома Release Therapy . Песня описывает, как Ludacris вырос в плохом окружении. Он говорит, что он знал, что делать в своей жизни, чтобы быть успешными. Lidacris поёт о том, что он бросил школу в 8 классе.

## Музыкальное видео
Видео дебютирует на BET в программе 106 & Park 13 октября 2006 года.

## Remix
В песню добавили ещё один куплет для Young Jeezy, и ещё для Lil Wayne.

## Чарты
| Чарт (2006)                          | Позиция |
| ------------------------------------ | ------- |
| U.S. Billboard Hot R&B/Hip-Hop Songs | 60      |